# Золотий Потік

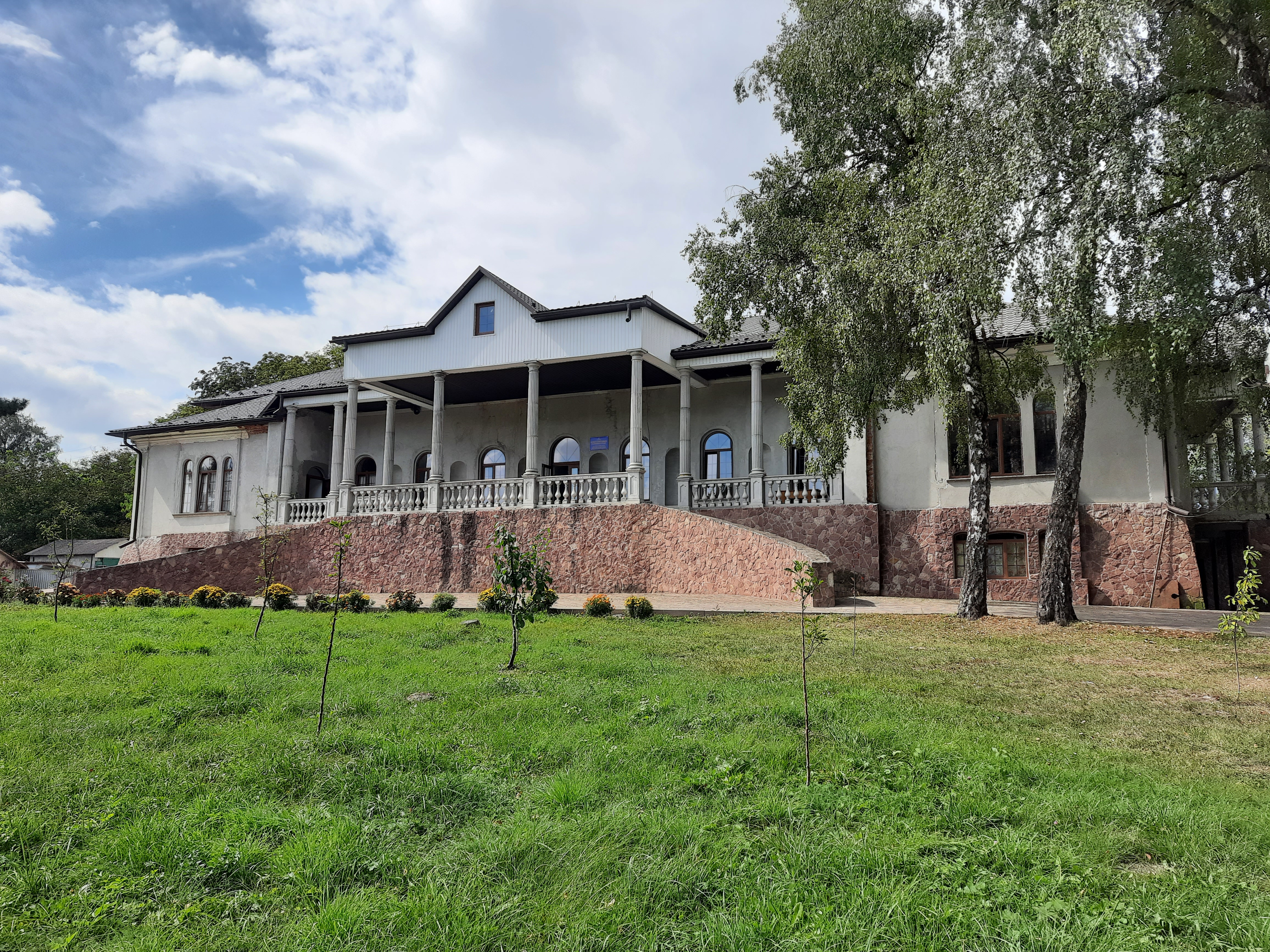
Палац Ґнєвоша

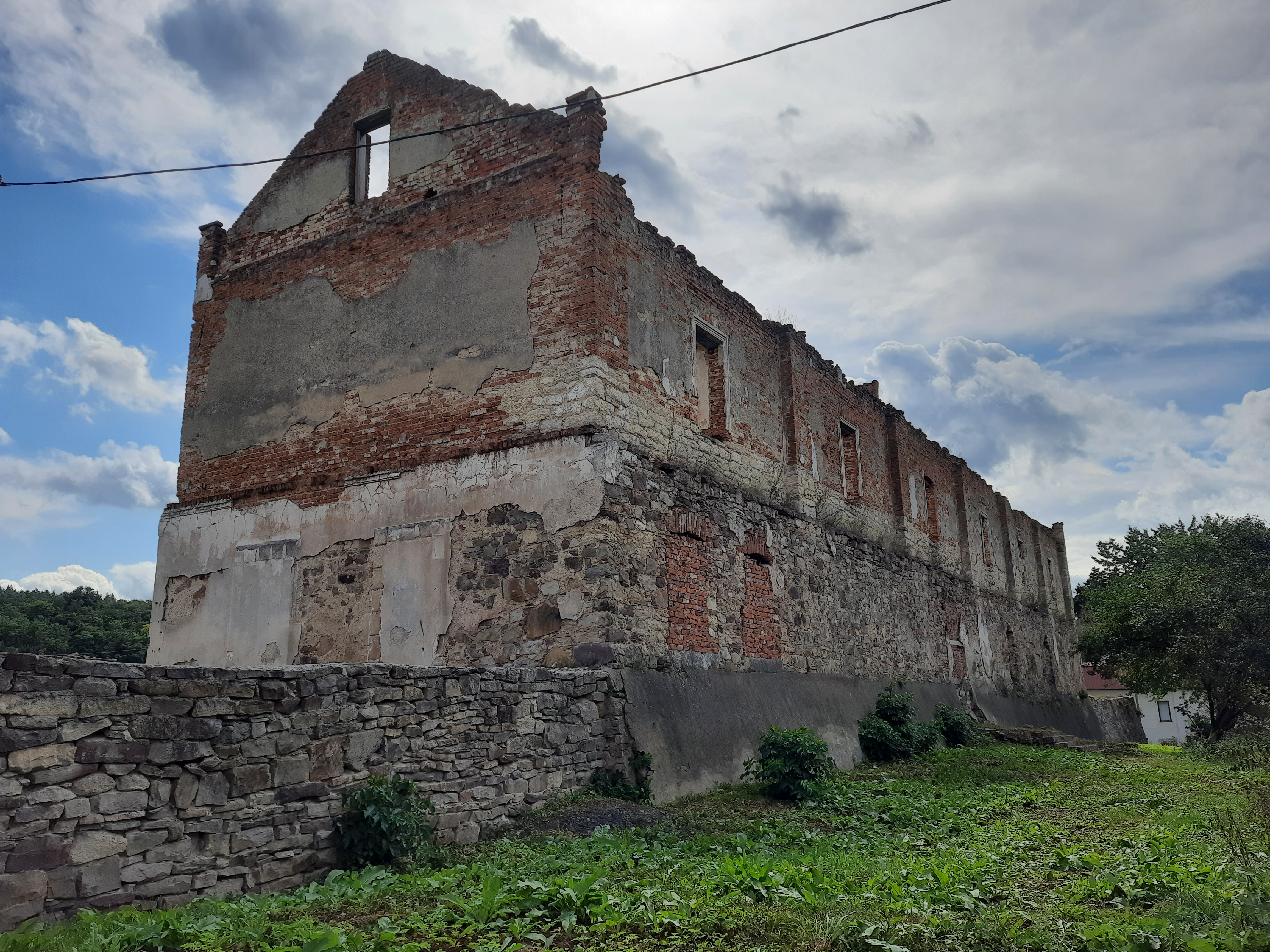
Палац Потоцьких

Золоти́й Поті́к — село Золотопотіцької селищної громади Чортківського району Тернопільської області. Розташоване 24 км від Бучача, на півдні Тернопільської області.
Статус село — з 1984 року.
Центр селищної ради. Від 2015 року — центр Золотопотіцької селищної громади.
До 3олотого Потоку приєднано хутори Жванець, Рудка, Селище. Розташований над річкою Золотою, неподалік від впадіння річки Стрипа в Дністер. Населення — 2 382 осіб (01.01.2019).

## Історія

### Початки, заснування міста

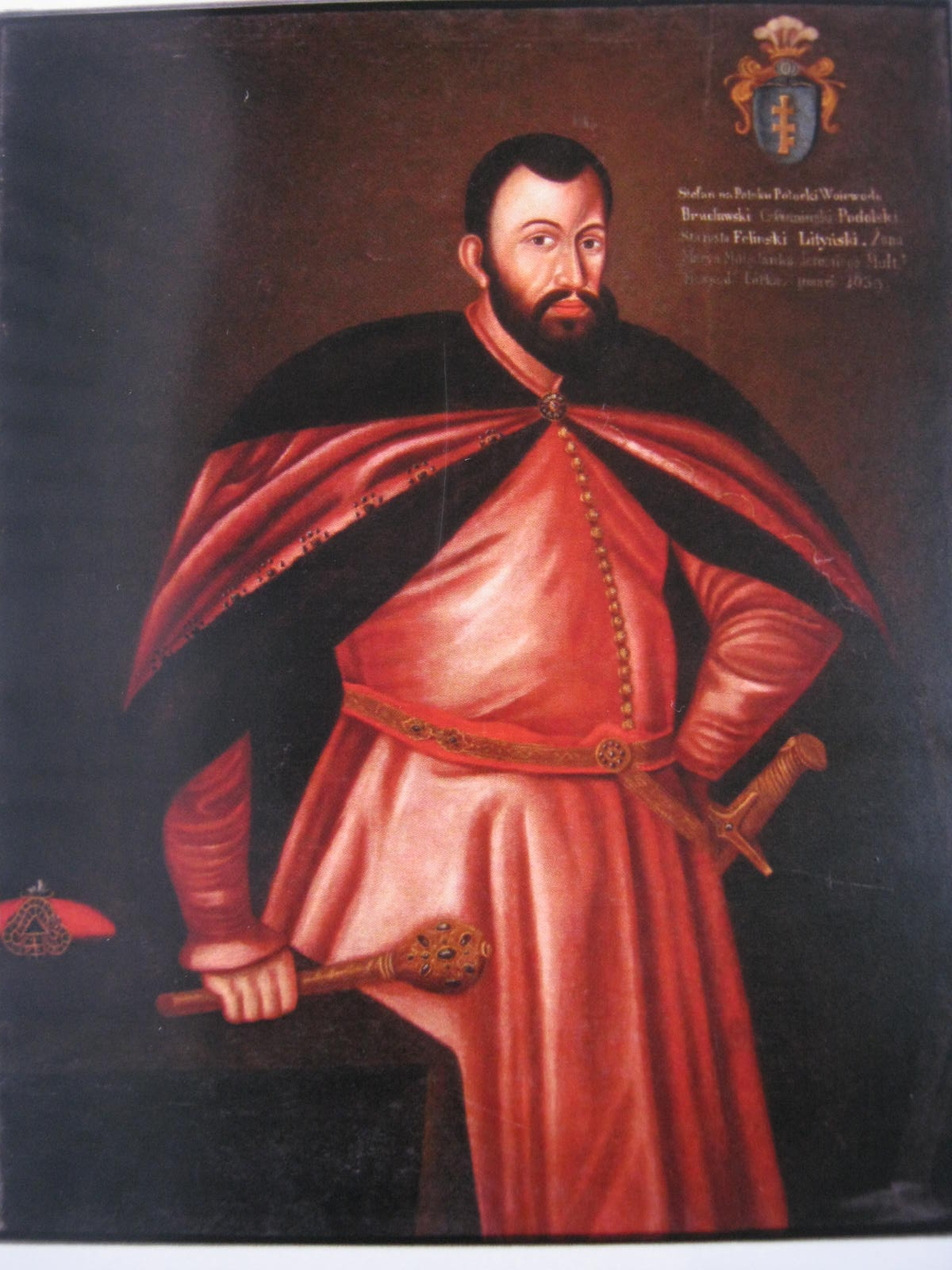
Стефан Потоцький — засновник міста Золотий Потік

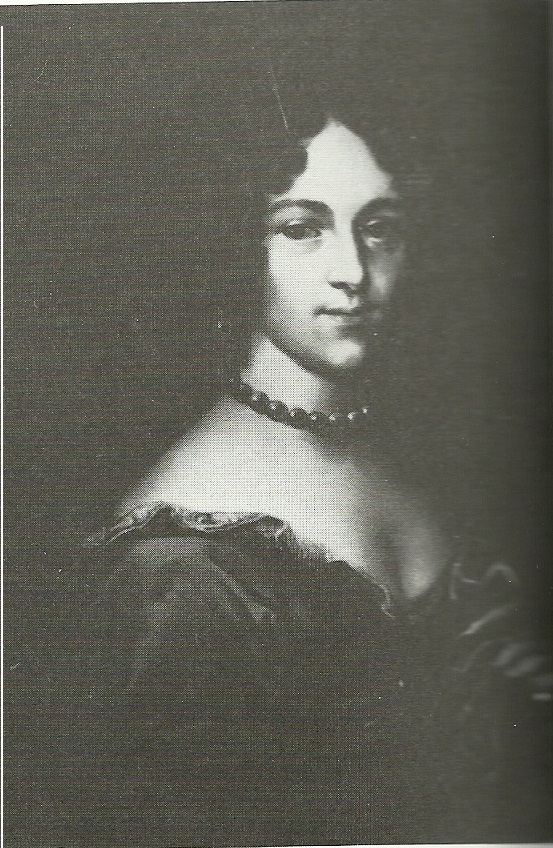
Марія Амалія Могилянка — дружина засновника міста Золотий Потік

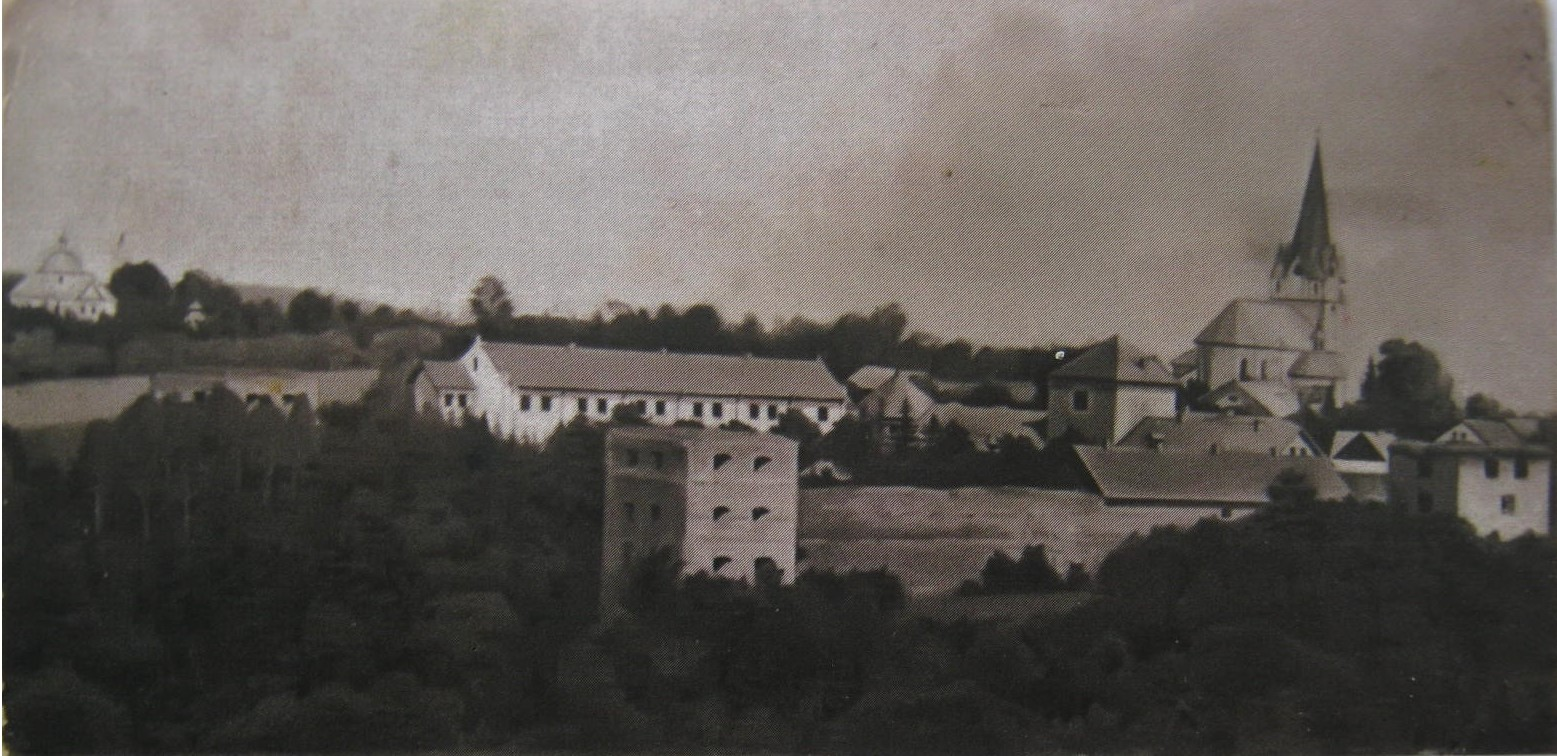

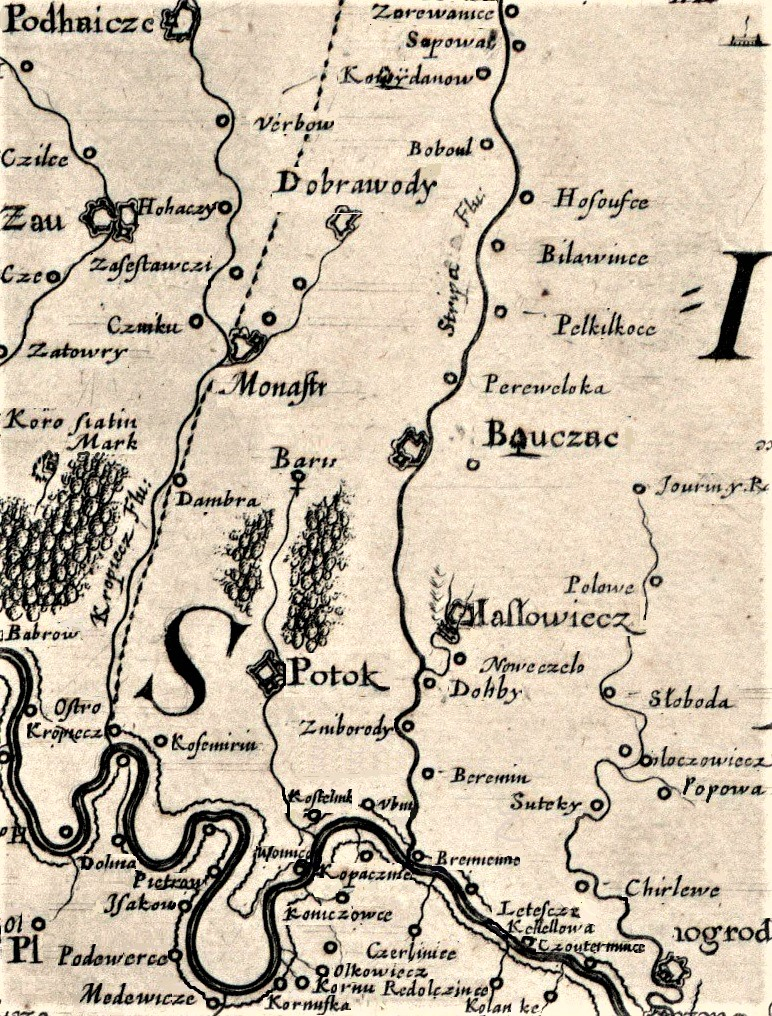
Золотий Потік на фрагменті спеціальної мапи України Боплана, 1650

Відоме з XIV ст. під назвою Загайполе.
У першій половині XVI століття польський король та великий князь литовський Сиґізмунд І Старий подарував надвірному маршалку королевича Сиґізмунда ІІ Авґуста, шляхтичу Якубові Потоцькому в нагороду за заслуги села Соколів, Загайполе. 1570 року співвласниками були сини Якуба Потоцького Миколай, Ян, Анджей, які отримали привілей на проведення ярмарків у маєтності Загайполе. 1578 року на мапі існувала місцевість Потік (пол. Potok) поблизу Соколова, для якої сини стражника коронного Миколая Потоцького Ян, Анджей та Якуб отримали привілей на проведення двох ярмарків (на день святих апостолів Петра і Павла — 29 червня за тодішньою датою; на день Чесного Хреста — 14 вересня), торги — щопонеділка. Олександр Сас-Чоловський у співавторстві з Богданом Янушем у праці «Przeszłość i zabytki wojewódstwa tarnopolskiego» вказали на отримання поселенням магдебурзького права 1578 року.
1599 року після поділу родинного майна Стефан Потоцький — наймолодший син коронного стражника Миколая Потоцького — став власником новопосталого Потока (також сіл Соколова, Скоморохи, Костільників, Уніжа). 1601 р. король Сигізмунд III Ваза на прохання власника Стефана Потоцького видав привілей, за яким поселення Потік отримало права містечка, а назву змінили на Золотий Потік (пол. Potok Złoty). 1601 року запроваджено два ярмарки: на день святого Прокопа (4 липня), святого Мартина (11 листопада).
Із Золотого Потоку походить гілка відомого в Україні і Польщі роду Потоцьких г. Пилява (золота, засновник — Стефан Потоцький). Золотий Потік був головною садибою цієї гілки Потоцьких до сильної руйнації замку турецько-татарськими військами під проводом бейлербея Дамаску Ібраґіма Шейтана у вересні 1676 року.
Під час Хмельниччини місто було зруйноване, убито три монахи-домініканці.
У щоденнику Ульріха фон Вердума (1672 р.) Потік описано як мале місто, у якому є римський костел, збудований із каменю. Замок, збудований на південному краї, є також оточений кам'яним муром і укріплений чотирма вежами. Українці в передмісті мають церкву, а жиди — божницю, яка вже в місті.
8 листопада 1764 року у Львові було оформлено акт дарування «Миколая на Бучачі, Потоці, Городенці, Печеніжині Потоцького воєводича белзького» (відпис знаходиться в архіві домініканів у Кракові). За ним: староста глинянський Іґнацій Потоцький (пом. 1765) і його братанок Вінцентій (пом. близько 1789) стали власниками (дідичами) міста Потік (тобто Золотий Потік), сіл Зубрець, Порхова, Незвисько, Залішики, Соколів, Русилів, Космирин, Костільники, Губин, Уніж, Сновидів, Возилів, Стінка, Коропець, Пшеничне, Бушин, Подвока, частини села Живачани. Всі спадкоємці мали отримати права на столове срібло та інші цінності, які перебували в депозиті у ченців-домініканців у Кам'янець-Подільському конвенті… до рівного поділу. 
Поділ мав контролювати Теодор Потоцький (пом. 1812). Цілий і детальний перелік цінностей (пол. nobilitów) був у палаці М. В. Потоцького в Бучачі, доглядав за ним Каєтан Домбровскі. М. В. Потоцький зобов'язав всіх наступних спадкоємців до виплати щороку 50000 флоринів для утримання костелів Бучача, Потоку, Городенки. Нові власники Потіцького і Бариського ключів мали доглядати, щоб в околишніх лісах не вирубувались ліси для випалювання вапна. Документи були додані до архіву урядових актів у Львові 15 листопада 1764 року, до архіву земських актів у Галичі 21 листопада 1764 року.
За даними «Словника географічного Королівства Польського та ішших країв слов'янських», 1774 року власником маєтку Золотий Потік був Іґнацій Потоцький (інформація помилкова, бо він помер 1765 року, діти Александер (1756—1812), Миколай, Маріанна, Беата були малолітніми) опікуном якого був великий коронний конюший Геронім Вєлопольський гербу Стариконь (пом. 1779). 1775 року старший син глинянського старости Іґнація Потоцького Александер почав переймати права власності над своїми маєтками (його управителями (пол. dzierżawca) були чесник коронний Тадеуш Ґервазій Дідушицький гербу Сас (пом. 1777, на замку резидував його економ Юзеф Завадскі (нар. 1724)), Юзеф Маєвскі (нар. 1726, проживав на замку з сім'єю (дружиною Катажиною, 6-ма дітьми), підписав угоду з уже повнолітнім Александером Потоцьким. Наприкінці XVIII століття Александер Потоцький почав ділити та продавати частинами маєток, ліквідуючи Потіцький ключ. Одним з його головних контрагентів був Людвік Скварчиньський (1771—1856), який став новим дідичем.

### Австрійська окупація

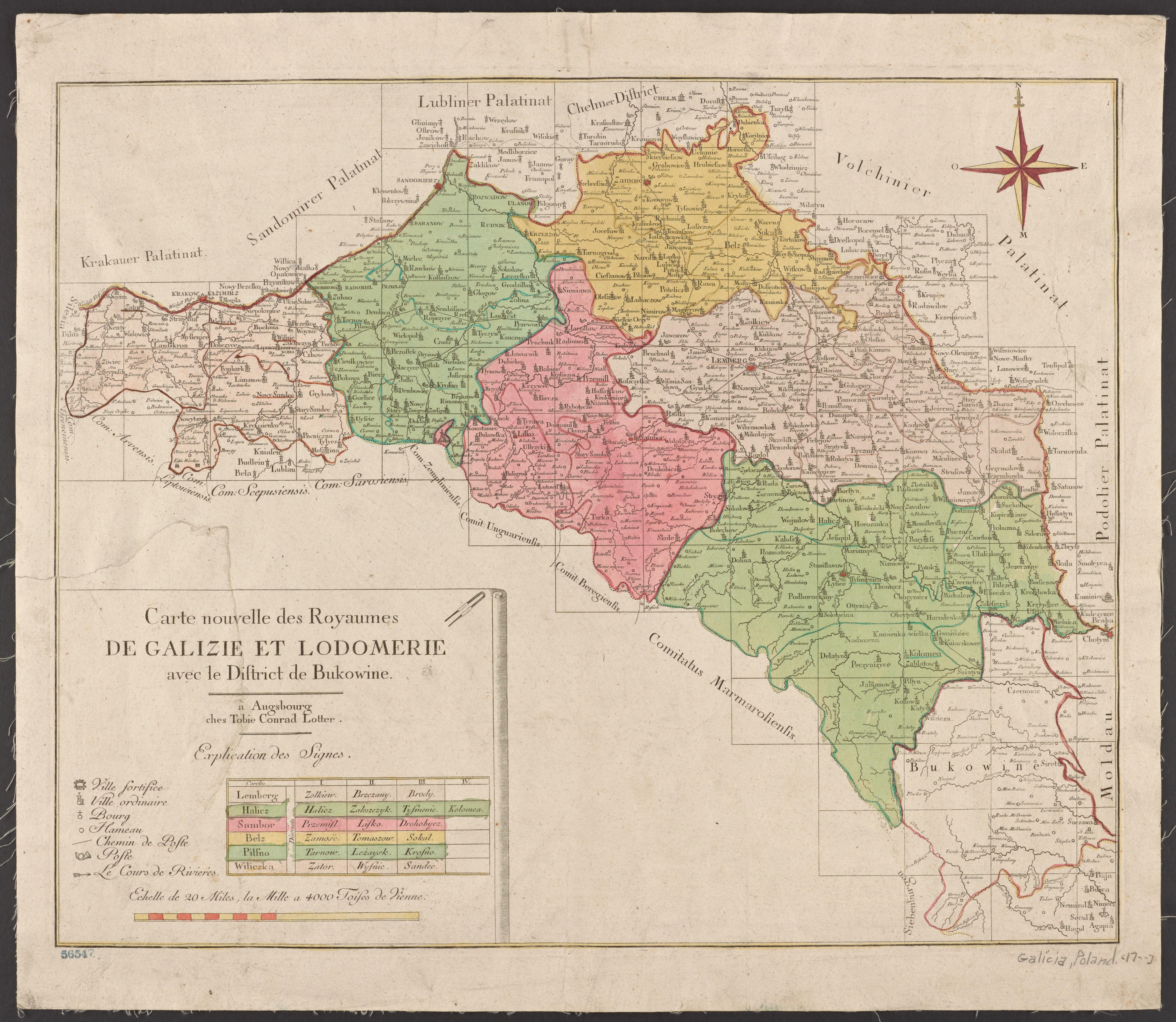
Золотий Потік (Поток) на мапі Королівства Галичини та Володимирії у 1777—1782 роках

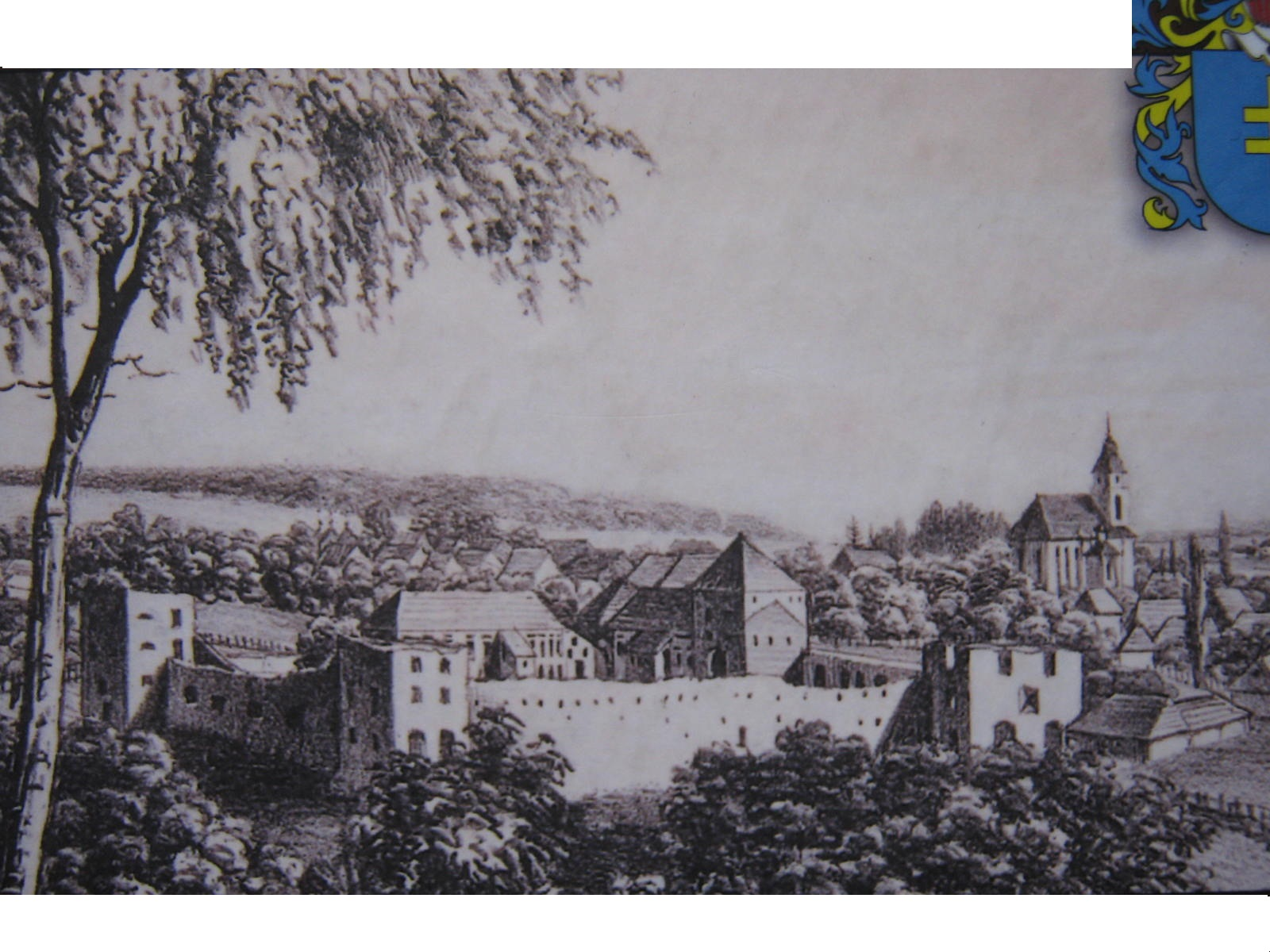

За першим поділом Польщі 1772 року Золотий Потік відійшов до Священної Римської імперії, 1804 р. — Австрійської імперії, з 1867 р. — Австро-Угорщини.
1838 року Ольшевський (ім'я нев.) — правдоподібно, став дідичем Золотого Потоку, який купив у Альфреда Потоцького. У 1840-х маєток купив Ян Стойовський, який продав його Ізраелю Фрідману. 1855 року маєток належав його спадкоємцям, 1868 року Антонію Мисловському.
1875 р. маєток у місті купив Влодзімєж Іполіт Ґнєвош, став тут мешкати. 1875 року також розробили проект створення трьох повітових судів з центрами в Бучачі, Золотому Потоці та Монастириськах
Починаючи з XVII ст. у містечку розвивається обробка дерева — дерев'яна скульптура. У 50—60 роках XIX століття у містечку виробляли продукцію два напівкустарні підприємства — фабрики дренажних труб та гіпсу. З 1817 року працювала одна двомовна (тобто утраквістична, українська переваги не мала) школа, у якій впродовж багатьох років 1 вчитель навчав 40-50 дітей.
У 1880-х роках до містечка було перенесено повітовий суд з Язловця.

### У складі ЗУНР
Після Листопадового чину у Львові було утворено ЗУНР. Місто увійшло до її складу, адміністративно належало до Бучацького повіту.

### Польська окупація
З липня 1919 року Галичина була окупована польськими військами.
У містечку святкували 70-річчя утворення Матірного товариства «Просвіта» у Львові (наприкінці 1938 або на початку 1939 р.; найбільш величаве у Бучацькім повіті, прибув голова товариства доктор Іван Брик.
17 липня 1934 року горів костел св. Щепана, у 1935 році — палац Ольшевських-Ґнєвошів, 14—15 серпня 1939 року — центр міста.

### УРСР
З 1939 по 1962 рік селище було центром Золотопотіцького району.

### Незалежна Україна
Костел передали вірним РКЦ, у ньому знов після часткового відновлення проводяться богослужіння.
3 березня 2016 року спільними зусиллями поліціянтів та представників органів місцевого самоврядування розпочала роботу поліційна станція — перша в області та в усій Україні.

## Населення

### Мова
Розподіл населення за рідною мовою за даними перепису 2001 року:
| Мова       | Кількість | Відсоток |
| ---------- | --------- | -------- |
| українська | 2384      | 99.54%   |
| російська  | 10        | 0.42%    |
| білоруська | 1         | 0.04%    |
| Усього     | 2395      | 100%     |

## Політика

### Парламентські вибори, 2019
На позачергових парламентських виборах 2019 року у селищі функціонувала окрема виборча дільниця № 610156, розташована у приміщенні школи.
Результати
- зареєстровано 1753 виборці, явка 48,26%, найбільше голосів віддано за «Слугу народу» — 37,92%, за Всеукраїнське об'єднання «Батьківщина» — 17,58%, за «Європейську Солідарність» — 8,37%.[23] В одномандатному окрузі найбільше голосів отримав Ігор Сопель (Слуга народу) — 26,32%, за Миколу Люшняка (самовисування) — 25,34%, за Володимира Бліхаря (Всеукраїнське об'єднання «Батьківщина») — 11,81%[24].

## Золотопотіцький замок

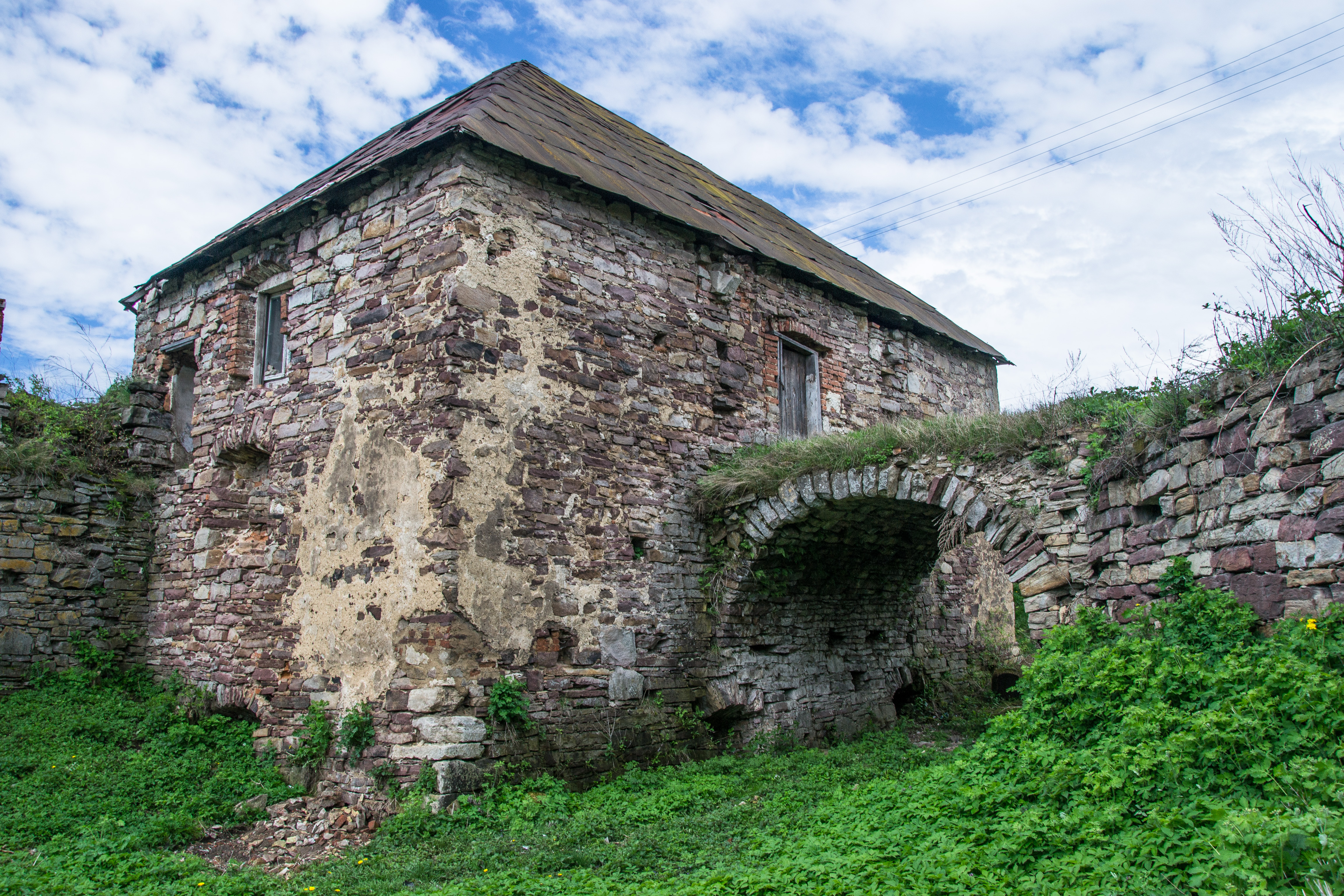
Замок у Золотому Потоці. Вигляд з півночі

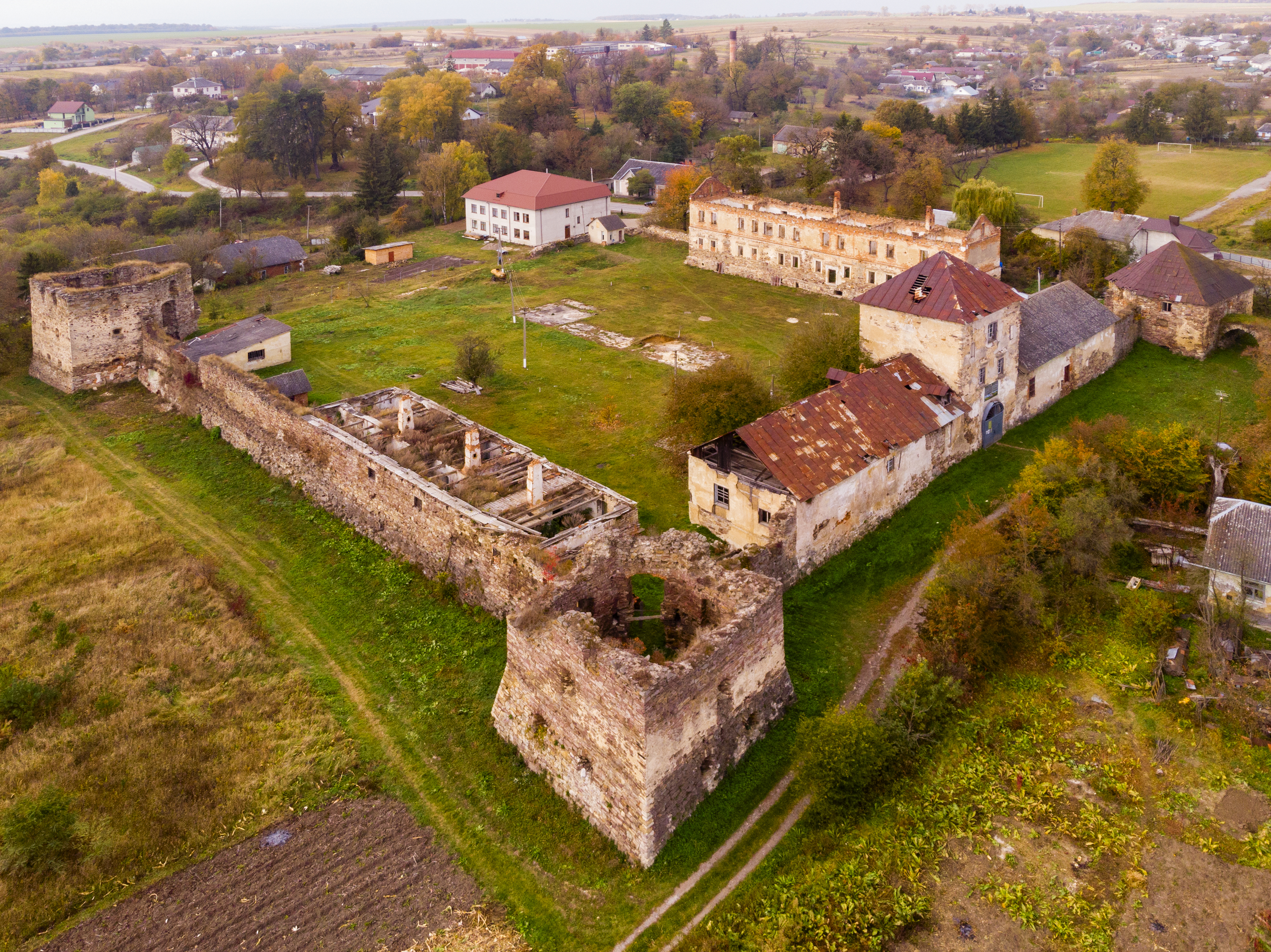
Вид на замок з повітря

Золотопотіцький замок збудований з місцевого сорту пісковику темно-червоного, гранітного кольору, на невисокому горбі в долині на лівому березі річки Золотої — притоки Дністра, Стефаном Потоцьким (1568—1631) — воєводою брацлавським на початку XVII століття, приблизно в 1599—1615 роках. Замок був регулярним, у плані подібним на квадрат: чотири кутові п'ятигранні башти, надворітна (надбрамна) башта, палац і південно-східна оборонна стіна звернена до річки. З південно-західного боку знаходиться рів з ескарпом і вал. Північна і східна башти двох'ярусні, південна має 2,5 ярусу, їх цокольна частина значно розширена. Північна башта перебудована, зберегла первинне склепінчасте перекриття першого ярусу, у внутрішній кладці стін є кубла від балок дерев'яного настилу. Башти забезпечені прямокутними бійницями з лучковими перемичками. Надворітня башта розташована по центральній осі північно-східного фасаду замку, квадратна в плані, триярусна. Перший її ярус — в'їзд на територію замку — перекритий півциркульним зведенням, другий і третій яруси — житлові приміщення. Лиштва (наличники) вікон другого ярусу прикрашені різьбленням рослинного орнаменту, іконниками, масками в стилі ренесансу.
Палац утворює північно-західну сторону замку прямокутний в плані, одноповерховий, з склепінчастим підвалом (сучасний другий поверх — пізнього походження). Внутрішнє планування — коридорна з одностороннім розміщенням анфілади кімнат, обернених в двір. Зовнішня стіна палацу коридорна завтовшки до 1,8 м. Подовжній і торець двірного фасаду були оформлені «ґанками» і відкритою галереєю. Портал первинного входу і лиштва вікон декоровані ренесансним різьбленням.
До кінця XVIII століття замок був житловим. В західній частині замкового подвір'я розміщувався колодязь, засипаний у XIX столітті.
1676 року замок спалили турецько-татарські війська під командуванням бейлербея Дамаску Ібраґіма-паші «Шейтана». Тодішні власники Потоцькі відбудували твердиню.
1840 року тодішні власники замку, Ольшевські, перебудували палац: в новоствореній одноповерховій кам'яниці влаштували глибокі пивниці, класицистичний головний та неоготичні двірний та бічні фасади. Подвір'я засадили липами, встановили кілька скульптур. Дотепер під ногами можна знайти барельєфний портрет Адама Міцкевича.

## Пам'ятки
Науково-дослідний інститут пам'яткоохоронних досліджень (м. Київ) заніс смт Золотий Потік до Переліку найважливіших історичних сіл України та їхніх пам'яток, але нічого суттєвого селище від цього не отримує.

### Пам'ятки архітектури
- церква Пресвятої Трійці (1897 р., кам'яна; художники Ю. Левицький, А. Оріховський);
- каплиця Зарваницької Божої Матері;
- символічна могила Українським Січовим Стрільцям (відновлена 1991 р.);
- дзвіниця (1995 р.);
- костел Різдва Найсвятішої Панни Марії і Святого Щепана (1634 р.);
- кляштор (монастир) оо. домініканців (тепер дитячий садок);
- Місійний хрест до 100-річчя церкви св. Трійці (1997 р.);
- руїни замку (бл. 1608 р.);
- палац Ґнєвошів (1840 р.).

### Пам'ятники
- Тарасові Шевченку (1965);

Пам'ятник Тарасові Шевченку

- Хрест-пам'ятник на честь скасування панщини; епітафія «В честь скасування панщини». Дубовий хрест, металічна табличка. Висота — 2,5 м. Відновлений церковною громадою містечка 1990 року;
- Хрест-пам'ятник Почесному члену Проводу товариства «Просвіта» Степанові Танчаковському. Епітафія: «Тут спочиває Степан Танчаковський (1854—1928) Нотар і Почесний член товариства „Просвіта“» Камінь. Висота — 1,80 м. Відновлений 1992 року товариством «Просвіта»;
- Пам'ятник борцям за незалежність України «Скорботна мати». Епітафія «Спіть хлопці, соколи, ви впали, за волю України… Вдячні односельчани». Постамент з червоного каменя, скульптура з білого каменю, скульптор Роман Вільгушинський, висота 1,8 м, споруджений 1992 року громадськістю містечка;
- Пам'ятний хрест полеглим воякам УПА Золотопотіцького району. Епітафія «Коли Ви вмирали, Вам дзвони не грали». Дубовий хрест, металічна табличка. Висота 4 м. Споруджений громадою містечка у 1992 році;
- Пам'ятник — скульптура воїна на постаменті на братській могилі радянських воїнів у центрі містечка. Поховано 150 солдат, які загинули при визволенні Золотого Потоку. Біля підніжжя пам'ятника — плита з іменами полеглих. Висота скульптури — 1,2 м[25];
- полеглим у німецько-радянській війні воїнам Червоної армії (1954 р.).

### Пам'ятки природи
У Золотому Потоці та околицях селища є чотири ботанічні пам'ятки природи місцевого значення
- Золотопотіцький дуб №1 (понад 400 р.);
- Золотопотіцький дуб №2 (близько 150 р.);
- Золотопотіцька дубина;
- Золотопотіцька березина.

## Соціальна сфера

В'їзний знак у селище

Діють ЗОШ I—III ступенів, Будинок культури, бібліотека, дошкільний заклад, музична школа, кінотеатр, Будинок школяра, краєзнавчий музей, лікарня, поліклініка, фабрика «Берізка», пекарня, ковбасний цех, приватні промислові підприємства з виготовлення меблів та виробництва харчових продуктів.
На початку березня 2016 року в Золотому Потоці відкрили першу в Україні поліційну станцію, на якій працюватиме шість полісменів. Станція обладнана оргтехнікою, зв'язком і транспортом.

## Народні ремесла
На західному Поділлі працював геніальний руський різьбяр (львівська газета «Діло» 1882 р.) майстер ручних хрестів, прізвище його невідоме, (походив із Золотого Потоку). Його твори, майже ювелірної тонкості різьблення, зберігаються у музеях Львова та Івано-Франківська.

## Відомі люди

### Народилися
- Валерій Вандяк — спортсмен (біг на 3000 м з перешкодами), чемпіон Всесвітньої універсіади 1987 року (м. Заґреб, тепер Хорватія);[28]
- Іван Вуїв — господарник, громадський діяч, кандидат сільськогосподарських наук;
- Лариса Михальська — тележурналістка, директор Тернопільської ОДТРК;[29]
- Іван Недільський — композитор[30]
- Іван Рубленик (батьки проживали в Сновидові) — академік;[31]
- Антоній Сербенський — польський художник;[32]
- Олександра Сербенська — українська мовознавиця, освітянка, доктор філологічних наук, професор;
- Ольга Тимофеєва (до шлюбу Крисюк) — поетеса, дитяча письменниця, освітянка та журналістка;[33]
- о. Яким Фещак (у миру Олекса) — капелан УГА.[34]

### Перебували, працювали
- о. Григорій Боднар — священик УГКЦ, парох Золотого Потока, бучацький декан, літератор.[35][36]
- Марія Амалія Могилянка — меценатка;
- Олег Наливайко — педагог, краєзнавець, літератор, громадський діяч;[37]
- Мирослав Попович — професор, доктор філософських наук, академік НАН України, директор Інституту філософії ім. Г. С. Сковороди НАНУ — у 1953—1956 роках працював директором школи;
- Микола Василь Потоцький — фінансування побудови церкви, оздоблення костелу;
- Стефан Потоцький — фінансування розбудови містечка, спорудження костелу, кляштору оо. домініканців, отримання теперішньої назви, магдебурзького права;
- Якуб Потоцький — засновник містечка;
- Іван Ружицький — краєзнавець, літератор, громадський діяч[джерело?];
- Шимон Старовольський — відвідав Потік Золотий на межі 1640—1650 років; записав (завдяки цьому збереглись) тексти надгробних та пам'ятних епітафій в домініканському костелі міста;[38]
- Степан Танчаковський — очільник українського громадського руху Золотопотіччини.